# Иљана, Иљана
„Иљана, иљана“ је аудио-касета, односно музички албум Слободана Домаћиновића. Албум је изашао 1982. године, у издању Југодиска. На њему се налази девет пјесама:
1. Ће наскултај де паринц (Će naskultaj de părinc – Што не слушах родитеље),
2. Ђи ла ђал расаре луна (De la djal răsare luna – Иза горе мјесец се рађа)
3. Падуре соро падуре (Pădure soro pădure – Шумице сестро, шумице)
4. М’ндруцо дин деалул-маре (Mîndruco din dealul-mare – Драга моја са пропланка)
5. Иљана, Иљана (Ilijană, Ilijană – Љиљана, Љиљана)
6. Љаганаће врф де брад (Ljagăn ače vrf de brad – Заљуљај се, врху бора)
7. М’ндра мја вино ’н куа (Mîndra mja vino în kua – Дођи амо, драга моја)
8. Је т’рзију ши лумја (Je tîrzîu ši lunea – Касно је, свијет спава)
9. Ла ф’нт’на дин раскруће (La fintîna din raskruče – На извору код раскршћа)